# Pete Postlethwaite

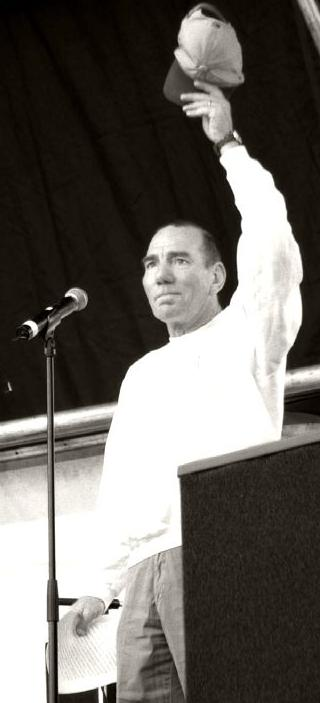
Pete Postlethwaite (2004)

Peter William „Pete“ Postlethwaite, OBE ['pɒsəlθweɪt] (* 7. Februar 1946 in Warrington, Cheshire; † 2. Januar 2011 in Shrewsbury, Shropshire) war ein britischer Schauspieler.

## Leben
Postlethwaite war zunächst Lehrer an einer Klosterschule. Später sammelte er jahrzehntelange Bühnenerfahrung: Er trat mit den Theaterensembles Manchester Royal Exchange, Liverpool Everyman und später mit der Royal Shakespeare Company auf. Seit Mitte der 1970er Jahre übernahm er zunächst meist kleinere Film- und Fernsehrollen, der erste größere Erfolg stellte sich 1988 mit Entfernte Stimmen – Stilleben ein. In diesem autobiografischen, preisgekrönten Drama des Regisseurs Terence Davies verkörperte Postlethwaite den prügelnden Vater einer englischen Arbeiterfamilie. Weithin bekannt wurde er im Jahr 1993 durch seinen Auftritt in dem Film Im Namen des Vaters.
Es folgten größere und kleinere Nebenrollen in Hollywood-Produktionen wie Dragonheart, Vergessene Welt: Jurassic Park, Die üblichen Verdächtigen, Æon Flux und der Shakespeare-Adaption Romeo + Julia, in der er die Rolle des Paters Lorenzo (Friar Laurence) übernahm, sowie in dem 2010 erschienenen Film Inception. Steven Spielberg, der mit Postlethwaite bei zwei seiner Filme zusammenarbeitete, bezeichnete ihn als „wahrscheinlich besten Schauspieler der Welt“.
Postlethwaites Dirigier-Bewegungen im Film Brassed Off sind sehr akkurat. In einem Interview erläuterte er, er habe jede Geste ähnlich wie seine Dialoge einstudiert, analog zu Tara Fitzgeralds Fingerbewegungen auf dem Flügelhorn (zum Erstaunen der für den Soundtrack verantwortlichen Profimusiker), während andere Kollegen tatsächlich Blechblasinstrumente beherrschten, etwa Ewan McGregor oder Jim Carter.
Postlethwaite lebte in Shropshire, nahe dem Dorf Wistanstow. Er war mit Jacqueline Morrish verheiratet und hatte zwei Kinder. Sein Sohn William übernahm bereits auch erste Schauspielrollen. Pete Postlethwaite starb am 2. Januar 2011 an den Folgen eines Krebsleidens.

## Filmografie (Auswahl)
- 1977: Die Duellisten (The Duellists)
- 1983: Fords on Water
- 1984: Magere Zeiten – Der Film mit dem Schwein (A Private Function)
- 1988: Der Priestermord (To Kill a Priest)
- 1988: Entfernte Stimmen – Stilleben (Distant Voices, Still Lives)
- 1990: Hamlet
- 1992: Der letzte Mohikaner (The Last of the Mohicans)
- 1992: Alien 3 (Alien³)
- 1992: Split Second
- 1992: Waterland
- 1993: Im Namen des Vaters (In the Name of the Father)
- 1994: Suite 16
- 1994: Die Scharfschützen (Sharpe, TV-Film-Serie, Folgen 3+4)
- 1995: Dragonheart
- 1995: Die üblichen Verdächtigen (The Usual Suspects)
- 1996: James und der Riesenpfirsich (James and the Giant Peach, Stimme für Alter Mann)
- 1996: William Shakespeares Romeo + Julia
- 1996: Brassed Off – Mit Pauken und Trompeten (Brassed Off)
- 1996: Immer wieder samstags (When Saturday Comes)
- 1997: Bastard – Willkommen im Paradies (Bandyta)
- 1997: Amistad
- 1997: Vergessene Welt: Jurassic Park (The Lost World: Jurassic Park)
- 1997: Der Schlangenkuss (The Serpent’s Kiss)
- 1998: Among Giants – Zwischen Himmel und Erde
- 1999: Alice im Wunderland
- 2000: Allein gegen das Verbrechen (When the Sky Falls)
- 2000: Rat
- 2001: Schiffsmeldungen (The Shipping News)
- 2001: Ring of Fire
- 2002: Zwischen Fremden (Between Strangers)
- 2004: Gone Dark (The Limit)
- 2004: Schräge Bettgesellen (Strange Bedfellows)
- 2005: Dark Water – Dunkle Wasser (Dark Water)
- 2005: Der ewige Gärtner (The Constant Gardener)
- 2005: Æon Flux
- 2006: Das Omen (The Omen)
- 2007: Closing the Ring – Geheimnis der Vergangenheit (Closing the Ring)
- 2009: The Age of Stupid
- 2009: Solomon Kane
- 2010: Kampf der Titanen (Clash of the Titans)
- 2010: Inception
- 2010: The Town – Stadt ohne Gnade (The Town)
- 2011: Killing Bono

## Auszeichnungen
- 1994: Oscar-Nominierung als Bester Nebendarsteller für seine Rolle in Im Namen des Vaters
- 2004: Ernennung durch Königin Elisabeth II. zum Officer of the British Empire